# Pyrausta haematidalis
Pyrausta haematidalis là một loài bướm đêm trong họ Crambidae.